# Doute cartésien
Le doute cartésien est une composante de la philosophie de René Descartes qui se décline en plusieurs modalités au long de son œuvre. Il y a ainsi le doute concernant la vérité de nos perceptions, doute qui porte sur les sens, et qui est appuyé, dans la première Méditation métaphysique, par l'exemple des illusions d'optique. Il y a aussi le doute hyperbolique : le doute, qui ne portait alors que sur le sensible, atteint toute la sphère du réel, le monde intelligible y compris. Les vérités scientifiques elles-mêmes ne sont plus à l'abri. C'est ce procédé du doute qui permet à Descartes d'aboutir, dans les Méditations métaphysiques, au cogito. C'est aussi lui qui prouve, de façon empirique (et non par une démonstration logique), l'existence de notre liberté (Les Principes de la philosophie, I, 39).
Le doute chez Descartes doit être placé dans le contexte de la philosophie dominante de l'époque, dans la première moitié du XVIIe siècle, qui était celle de la scolastique.

## Le doute dans leDiscours de la méthode
Descartes s'est montré particulièrement critique vis-à-vis de la philosophie scolastique, qui était à la base de l'enseignement dans les collèges de l'époque, et notamment au prestigieux collège de La Flèche dont il avait été l'élève. Dans le Discours de la méthode (1637), il écrit :

« Au lieu de cette philosophie spéculative qu'on enseigne dans les écoles, on en peut trouver une pratique, par laquelle, connaissant la force et les actions du feu, de l'eau, de l'air, des astres, des cieux, et de tous les autres corps qui nous environnent, aussi distinctement que nous connaissons les divers métiers de nos artisans, nous pourrions les employer en même façon à tous les usages auxquels ils sont propres, et ainsi nous rendre comme maîtres et possesseurs de la nature. »

## Le doute dans lesMéditations métaphysiques
Pour s'assurer de la solidité de nos connaissances, il nous faut trouver une bonne fois pour toutes un fondement inébranlable à partir duquel nous pourrions déduire tout le reste. Ainsi peut-on dire que la méthode cartésienne commence en réalité par la mise en doute de toutes les connaissances qui nous semblent assurées.

### Précautions sur la méthode cartésienne
Bien que Descartes écrive le Discours de la Méthode en français pour rejoindre une plus large audience (il s'agit du tout premier ouvrage philosophique à être écrit en français, le latin étant alors utilisé comme langue de la science), il ne conseille toutefois pas à tous de le suivre dans les voies qu'il a explorées :
- parce qu'il faut faire par soi-même l'épreuve de nos connaissances pour parvenir à la certitude ; Descartes ne peut être certain pour son lecteur. Le doute et la méthode ont donc des aspects subjectifs très marqués, alors même que Descartes espère fonder les sciences.
- parce que certains esprits n'en sont pas capables, par précipitation ou modestie ; et il faut déconseiller le doute à la plupart des hommes parce que le risque est trop grand qu'ils ne s'égarent pour toute leur vie :

« Épistemon : Je pense qu'il est très dangereux de s'avancer trop loin dans cette manière de raisonner : les doutes universels de ce genre nous conduisent droit à l'ignorance de Socrate, ou à l'incertitude des pyrrhoniens, qui est comme une eau profonde où l'on ne peut trouver pied.
Eudoxe : J'avoue que ce n'est pas sans grand danger qu'on s'y hasarde sans guide, quand on n'en connoît pas le gué, et que beaucoup même s'y sont perdus. » (Recherche de la vérité par les lumières naturelles)

### Douter des préjugés
Parmi les connaissances que nous avons dans notre esprit, Descartes distingue celles que nous avons reçues dès le plus jeune âge et celle que l'on apprend dans les livres ou par des maîtres :
« Comme nous avons été enfants avant que d'être hommes et que nous avons jugé tantôt bien et tantôt mal des choses qui se sont présentées à nos sens lorsque nous n'avions pas encore l'usage entier de notre raison, plusieurs jugements ainsi précipités nous empêchent de parvenir à la connaissance de la vérité, et nous préviennent de telle sorte qu'il n'y a point d'apparence que nous puissions nous en délivrer, si nous n'entreprenons de douter une fois en notre vie de toutes les choses où nous trouverons le moindre soupçon d'incertitude. » (Principes de la philosophie, 1)
Le préjugé et la précipitation nous empêchent de bien juger. Nous devons donc suspendre notre jugement. Inspiré du concept sceptique d'épochè, la suspension de jugement cartésienne diffère néanmoins de celle des sceptiques, qui provient de l'équilibre des raisons instauré par des raisons contradictoires de croire en telle ou telle chose. Le doute conduit alors chez les sceptiques à l'ataraxie, état de bonheur et d'absence de troubles. Au contraire, chez Descartes, le doute n'est qu'un moment, fondateur, dans le cheminement de la connaissance.

### Douter des sens
Il faut douter non seulement de nos préjugés acquis par l'éducation, mais aussi de ce que nous apprennent les sens, car ceux-là peuvent être quelquefois trompeurs, comme le montre l'exemple des illusions d'optique. Radicalisant cette expérience commune (l'image du bâton brisé dans l'eau), Descartes arrive, dans la première méditation métaphysique, à un doute généralisé à propos des sens: ne se pourrait-il pas que nos sens nous trompent tout le temps, comme dans le rêve ou la folie?

### Le doute hyperbolique et l'hypothèse du Malin Génie
Ce doute l'amène à mettre en cause l'existence de l'ensemble des choses matérielles, de son corps et par conséquent de l'existence même du monde qui l'entoure. Mais il reste encore quelques vérités qui nous semblent très évidentes, parce qu'elles portent sur les éléments les plus simples : ainsi des vérités mathématiques. Néanmoins, il arrive que nous nous trompions en calculant ; mais ce n'est pas encore là le doute le plus radical que nous puissions concevoir, car nous pouvons faire l'hypothèse d'un « dieu trompeur », d'un « malin génie » qui nous aurait créés tels que nous nous trompions toujours :
« Je supposerai donc qu'il y a, non point un vrai Dieu, qui est la souveraine source de vérité, mais un certain mauvais génie, non moins rusé et trompeur que puissant qui a employé toute son industrie à me tromper. Je penserai que le ciel, l'air, la terre, les couleurs, les figures, les sons et toutes les choses extérieures que nous voyons, ne sont que des illusions et tromperies, dont il se sert pour surprendre ma crédulité. Je me considérerai moi-même comme n'ayant point de mains, point d'yeux, point de chair, point de sang, comme n'ayant aucun sens, mais croyant faussement avoir toutes ces choses. Je demeurerai obstinément attaché à cette pensée ; et si, par ce moyen, il n'est pas en mon pouvoir de parvenir à la connaissance d'aucune vérité, à tout le moins il est en ma puissance de suspendre mon jugement. » (Première Méditations métaphysiques)
Le doute devient alors hyperbolique, et son caractère excessif fait de lui un doute métaphysique, car il ne concerne plus seulement les sens et les jugements que nous pouvons formuler à partir de leurs témoignages ; ce doute est la formulation de l'hypothèse que l'erreur et l'illusion sont ontologiquement liées à notre entendement, qu'elles sont donc radicales et insurmontables ; rien ne semble plus pouvoir être tenu pour certain. Même les mathématiques, aussi évidentes soient-elles pour notre pensée, pourraient bien n'être que le résultat d'une tromperie dont nous sommes les victimes.
Par ce doute hyperbolique, nous en arrivons donc à ne plus pouvoir rien juger, à ne plus pouvoir rien tenir ni pour vrai ni pour faux, à ne plus tenir aucun être comme réel.

## La2eMéditation: les sens ne nous trompent pas
Dans la deuxième Méditation métaphysique, Descartes montre, par l'exemple du morceau de cire, que ce ne sont pas nos sens qui nous trompent, mais le jugement que nous formulons sur leurs témoignages. C'est l'entendement qui conçoit le morceau de cire en tant que substance étendue, au-delà des formes, des couleurs, des odeurs, etc. que nous pouvons lui prêter. Ainsi, s'il y a erreur, elle ne peut venir que de la précipitation à juger de ce que nous recevons par le moyen de la perception ; c'est pour nous une marque d'imperfection et une source intarissable d'erreurs.